# 普朗克恒星
普朗克恒星（Planck star）是一种假想的天体，理论上是一种奇特星。根据迴圈量子重力理论，它存在于黑洞的事件视界内，当坍缩恒星的能量密度达到普朗克能量密度时产生。普朗克星在黑洞内部形成的理论可以作为黑洞火墙和黑洞信息悖论的解决方案。
物理学家卡洛·罗威利和弗朗西斯卡·维多托于2014年首次提出普朗克星的存在。